# 山花奴奴與他諾瑪琳
《山花奴奴與他諾瑪琳》，是魯凱族傳說中，一對世仇部族但卻相愛的男女，為了阻止戰爭爆發而雙雙殉情的悲劇故事。

## 故事概要
相傳少年山花奴奴與少女他諾瑪琳相戀，但兩人所屬部族因世仇，以及爭奪獵區而結仇交惡，於是被雙方族人及父母阻止交往，因此兩人決定相約私奔。
然而過程卻被族人發現而怒不可斥，為此兩個部族相約於池旁交戰，山花奴奴和他羅瑪琳知道後在族人的面前跳水殉情，其愛情感動了盛怒的族人們，更是化解了綿延數百年的仇恨。
族人為紀念這對至情至性與堅貞勇敢的戀人，於是稱呼大鬼湖為『他羅瑪琳池』，而至此湖水所溢出而成的溪流則稱為『山花奴奴溪』:252。